# Municipio de Poncitlán
El municipio de Poncitlán es uno de los 125 municipios del estado mexicano de Jalisco, ubicado en la región Ciénega. Es parte de la zona metropolitana de Ocotlán.

## Toponimia
Poncitlán significa: "lugar de cilacayotes", "junto a los chilares de la ribera".

## Historia
Poncitlán fue fundada por una tribu nahautlaca que procedía de Aztlán, por los años de 1166 a 1170, a la llegada de los españoles sus habitantes eran de origen coca, y estaban gobernados por el cacique Ponzehui, Ponzetlán.
La conquista de este lugar fue obra de Pedro Almíndez Chirinos, por encomienda de Nuño de Guzmán, en febrero de 1530. El cacique recibió en el bautismo el nombre de Pedro y se le dio el apellido de Ponce a semejanza del vocablo Ponzitlán. Antes de la llegada de los españoles, también vivió en Poncitlán el cacique Chapalac que por desavenencia con Ponce salió de este pueblo en 1510 y se llevó tras de sí una muchedumbre de familias que después de peregrinar por varios pueblos se establecieron definitivamente en el actual Chapala. En 1530 fue herido en Cuitzeo Cristóbal de Oñate al acudir en auxilio de Nuño de Guzmán quien estuvo a punto de perecer en un combate entre sus fuerzas y los aborígenes. 
De acuerdo con la “Descripción de la Nueva Galicia” de Domingo Lázaro de Arregui, en el siglo XVII, la jurisdicción de la alcaldía mayor de Poncitlán comprendía los pueblos de: Chinaguatengo (hoy La Barca), Xamay, Cuiceo, Ocotlán, Ayo y Atotonilco, siendo todos ellos doctrina de religiosos agustinos que residían en Ocotlán. Agrega la misma fuente que: “[...] los indios de esta jurisdicción casi todos se ocupan en pescar en la laguna y río, y llevan a la ciudad los viernes muy buen pescado de vender y al repartimiento [...]”
En 1817 San Sebastián Santulapan fue pasto de las llamas en represalia con los aborígenes, ya que se había levantado en armas contra Fernando VII. La llamada guerra de los Camichines se verificó en 1858. Sucede que Miramón, al ser derrotado por las fuerzas liberales, arribó por este sitio y derribó casas y troncos de camichines para construir el puente que le permitió huir a través del Santiago.
En 1825 tenía ayuntamiento; de 1825 hasta 1878 perteneció al 3º Cantón de La Barca, de 1878 hasta 1891 al 1º Cantón de Guadalajara y desde esa fecha de nuevo al 3º Cantón. Fue erigido en municipio por decreto el 27 de mayo de 1886, ese mismo año, el 5 de octubre, fue suprimido. El 21 de febrero de 1888 se erigió por segunda vez en municipio por decreto número 277.

## Descripción geográfica

### Ubicación
Ponciltlán se localiza en el sureste de Jalisco, en las coordenadas 20° 18' 15" a los 20° 26' 15" de latitud norte y de los 102° 16' 45" a los 103° 07' 00" de longitud oeste; a una altitud de 1524 metros sobre el nivel del mar.
El municipio colinda al norte con los municipios de Juanacatlán, Zapotlán del Rey y Ocotlán; al este con los municipios de Ocotlán y Jamay; al sur con el Lago de Chapala; y al oeste con los municipios de Chapala y Juanacatlán.

### Topografía
Su superficie está conformada por zonas accidentadas (42%), zonas semiplanas (3%) y zonas planas (27%).
Suelos. El territorio está conformado por terrenos que pertenecen al periodo terciario. La composición de los suelos es de tipos predominantes Vertisol Pélico, combinado con Feozem Háplico en la parte baja. En la parte alta, los suelos son de tipo Feozem adicionado con Andosol Mólico y Vertisol Pélico. El municipio tiene una superficie territorial de 67,261 hectáreas, de las cuales 19,162 son utilizadas con fines agrícolas, 12,393 en la actividad pecuaria, 12,314 son de uso forestal, 570 son selo urbano y 22,792 hectáreas tienen otro uso, no especificándose el uso de 30. En lo que a la propiedad se refiere, una extensión de 48,465 hectáreas es privada y otra de 15,164 es ejidal; 3,602 hectáreas son propiedad comunal. Del resto de las hectáreas no se especifica el tipo de propiedad. De 30 hectáreas no se especifica el tipo de propiedad.

### Hidrografía
Sus recursos hidrológicos son proporcionados por los ríos y arroyos que conforman la subcuenca hidrológica lagos de Chapala y río Santiago (Verde-Atotonilco). Pertenece a la región Lerma-Chapala-Santiago. Los arroyos son: San Mateo, La Manga, El Salto, El Tigre de Ibarra, Colorado, El Diablo y El Aguilote; su manantial es Agua Caliente y la presa de La Tinaja.

### Clima
El clima es semiseco, con otoño, invierno y primavera secos, y semicálido, sin cambio térmico invernal bien definido. La temperatura media anual es de 20.3°C, con máxima de 28.1 °C y mínima de 12.6 °C. Cuenta con una precipitación media de 801.2 milímetros. El promedio anual de días con heladas es de 15.4. Los vientos dominantes soplan en varias direcciones, manteniendo la misma intensidad. La última nevada se registró el 13 de diciembre de 1997 de 7 a 10 a. m.

## Demografía
De acuerdo con el censo de 2020, el municipio tenía 53 659 habitantes, de los que 27 279 eran mujeres y 26 380, hombres. Había un total de 12 367 viviendas.

### Localidades
En el censo de 2020 el municipio de Poncitlán contaba con 64 localidades.
| Código INEGI      | Localidad                  | Población (2020) |
| ----------------- | -------------------------- | ---------------- |
| 140660001         | Poncitlán                  | 14 636           |
| 140660031         | San Pedro Itzicán          | 6 686            |
| 140660019         | Mezcala                    | 6 047            |
| 140660011         | Cuitzeo                    | 5 899            |
| 140660033         | Santa Cruz el Grande       | 2 955            |
| 140660030         | San Miguel Zapotitlán      | 2 573            |
| 140660051         | El Romereño                | 2 404            |
| 140660027         | San Juan Tecomatlán        | 2 136            |
| 140660025         | San Jacinto                | 1 865            |
| 140660002         | Agua Caliente              | 1 284            |
| 140660028         | San Luis del Agua Caliente | 1 065            |
| Otras localidades | Otras localidades          | 6 109            |
| Total municipal   | Total municipal            | 53 659           |

## Flora y fauna
Su vegetación se compone básicamente de pastos y selva baja espinosa, como huizache, nopal, palo dulce y granjeno.
El conejo, el tejón, el coyote, el zorrillo, el armadillo, el venado cola blanca, serpientes de varias especies y aves de gran variedad habitan esta región. Poncitlan al asumir mayor parte de la laguna de Chapala se convierte de una de las mayores e importantes zonas ocupación de aves migratorias en el país.

## Economía

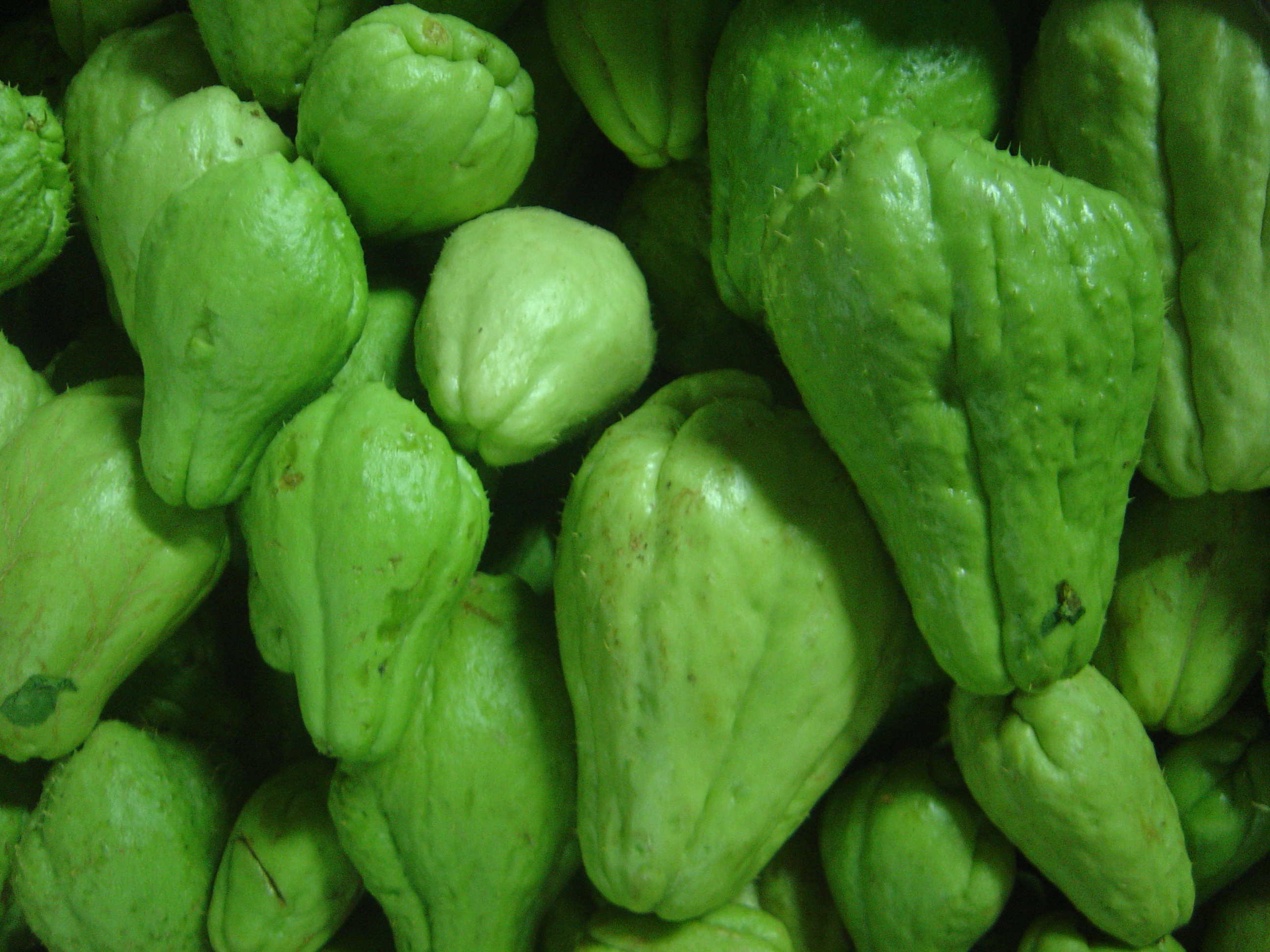
El chayote es uno de los mayores cultivos en la zona de la rivera.

Ganadería. Se cría ganado bovino, equino, caprino y porcino. Además de aves.
Agricultura. Destacan el maíz, frijol, sorgo, alfalfa, avena, cebada, garbanzo, trigo; frutales como el aguacate, ciruela, guayaba, lima, limón y mango. En verduras, la producción de chayotes es importantísima en toda la ribera del Lago de Chapala
Comercio. Predominan los establecimientos dedicados a la venta de productos de primera necesidad y los comercios mixtos que venden artículos diversos.
Explotación forestal. Se explota el pino.
Industria. Destaca la industria de la transformación. Los principales ramos de la industria son textiles, fibras artificiales para deshilar, de dulces (enlace roto disponible en Internet Archive; véase el historial, la primera versión y la última)., producción de láminas y muebles.
Pesca. La actividad se realiza en el Lago de Chapala, capturándose las especies de carpa, tilapia, charal, bagre y blanco.
Servicios. Se prestan servicios financieros, profesionales, técnicos, comunales, sociales, personales, turísticos y de mantenimiento.
Medios de comunicación. Cuenta con un semanario llamado El Informativo de Poncitlán 

## Turismo
Eco-Turismo
- Carretera Panorámica alrededor de la laguna de Chapala...desde San Pedro Itzicán hasta Mezcala (enlace roto disponible en Internet Archive; véase el historial, la primera versión y la última). de la Asunción.
- Restaurante "Paraje Insurgente", ubicado en el barrio de La Cuesta, en Mezcala. Se dedica principalmente al turismo comunitario.

Arquitectura
- Plaza principal.
- Convento de San Pedro y San Pablo. Fundado en 1533.
- Templo de Indígenas de Santa Cruz el Grande del siglo XVI.

Artesanías
- Elaboración de: huaraches, bordados en punto de estambre y tejidos.

Parques y reservas
- Cerro Punta Grande.
- Cerro el Venado.
- Cerro Sacamecate.
- Cerro del Comal.
- Cerro Grande.
- Isla de los Alacranes.
- Rivera del Lago de Chapala.
- Mezcala.
- Ojo de agua El chicotazo.

Petroglifos
- La Ocotera.
- Las Danzarinas.
- Las Caracoleadas.
- La Cruz.
- San Pedro Itzicán.
- La Cuesta.
- El Gallito.
- Entre muchos otros sitios más.

## Fiestas
Fiestas religiosas
- Fiesta en honor de Nuestra Señora del Rosario. El 7 de octubre y el tercer domingo de noviembre.
- Fiesta en honor de Santa María.

## Personas destacadas
- Juan José Méndez Hernández, escultor jalisciense (1936 - 2015)